# Grégoire Kayibanda

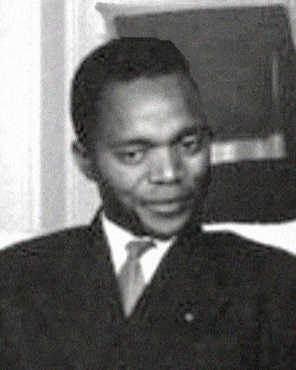
Grégoire Kayibanda (1962)

Grégoire Kayibanda (* 1. Mai 1924 in Tare, Ruanda; † 15. Dezember 1976, an einem unbekannten Ort) war ein ruandischer Politiker. Zwischen 1961 und 1973 war er Präsident des Landes.

## Leben
Grégoire Kayibanda stammte aus dem Süden des Landes. Er war einer der Anführer des ruandischen Kampfes um Unabhängigkeit von Belgien. Er selbst gehörte der Ethnie der Hutu an und führte diese Bevölkerungsgruppe nach Erlangung der Unabhängigkeit an die Macht im Staat. Seine Wahl erfolgte bei einer Volksversammlung mit rund 25.000 Teilnehmern in der Stadt Gitarama, dort gab er danach den Bau der Kirche Notre-Dame des Victoires in Auftrag.
Kayibanda übernahm am 26. Oktober 1961 das Amt des ruandischen Präsidenten und führte das Land am 1. Juli 1962 zur Unabhängigkeit. Er stand bis zu seinem Sturz am 5. Juli 1973 an der Spitze des Staats. Nachfolger wurde nach einem Militärputsch sein Cousin, Verteidigungsminister Generalmajor Juvénal Habyarimana. Kayibanda ließ man gemeinsam mit seiner Frau an einem geheimen Ort verhungern.